# Juanes
Juan Esteban Aristizábal Vásquez, ismertebb nevén Juanes (Medellín, Kolumbia, 1972. augusztus 9. –) négyszeres Grammy-díjas kolumbiai énekes, dalszerző.

## Élete
Az 1980-as évektől tagja volt az Ekhymosis nevű heavy metal zenekarnak, ami 1998-ban felbomlott. Innentől indult szólókarrierje. Első albuma a Fíjate bien címet viselte, amivel három Latin Grammy-díjat nyert.  2002-ben adta ki Un día normal című albumát, 2004-ben a Mi sangre című lemezt, amiről a La camisa negra lett a legismertebb Latin-Amerikában és egész Európában. A La vida es un ratico című albumáról kimásolt első kislemez a Me enamora dalával hatalmas sikereket ért el, majd a 2008-as Latin Grammy-díjátadón mind az öt jelölésre megkapta a trófeát. Énekelt duettet Nelly Furtadóval, és Laura Pausinivel. Az eddig 21 díjat nyert Calle 13 együttes után ő a második legtöbb Latin Grammy-díjjal rendelkező előadó. 19 alkalommal kapta meg ezt az elismerést, őket követi Alejandro Sanz, akinek 12 díja van.

## Albumok
- Fíjate bien – 2000
- Un día normal – 2002
- Mi sangre – 2004
- La vida es un ratico – 2007
- P.A.R.C.E. - 2010
- MTV Unplugged - 2012
- Loco De Amor - 2014

Közreműködőként:
- Fotografía - Nelly Furtadóval - 2003
- La paga - Black Eyed Peasszel - 2004
- Powerless (Say what you want) - spanyol változat Nelly Furtadóval - 2004
- Te busqué - Nelly Furtadóval - 2006
- The shadow of your smile - Tony Bennett-tel - 2006
- Il mio canto libero és Mi libre canción - Laura Pausinival - 2006
- Nada particular - Miguel Boséval - 2007
- Gioia infinita - Negritával - 2009